# Lecane subulata
Lecane subulata är en hjuldjursart som först beskrevs av Harry K. Harring och Myers 1926.  Lecane subulata ingår i släktet Lecane och familjen Lecanidae. Inga underarter finns listade i Catalogue of Life.